# (20490) 1999 OW2
A (20490) 1999 OW2 a Naprendszer kisbolygóövében található aszteroida. A LINEAR projekt keretében fedezték fel 1999. július 22-én.